# Trifolium barbeyi
Trifolium barbeyi är en ärtväxtart som beskrevs av Giuseppe Gibelli och Saverio Carlo Belli. Trifolium barbeyi ingår i släktet klövrar, och familjen ärtväxter. Inga underarter finns listade i Catalogue of Life.